# USS 뉴저지 (BB-62)

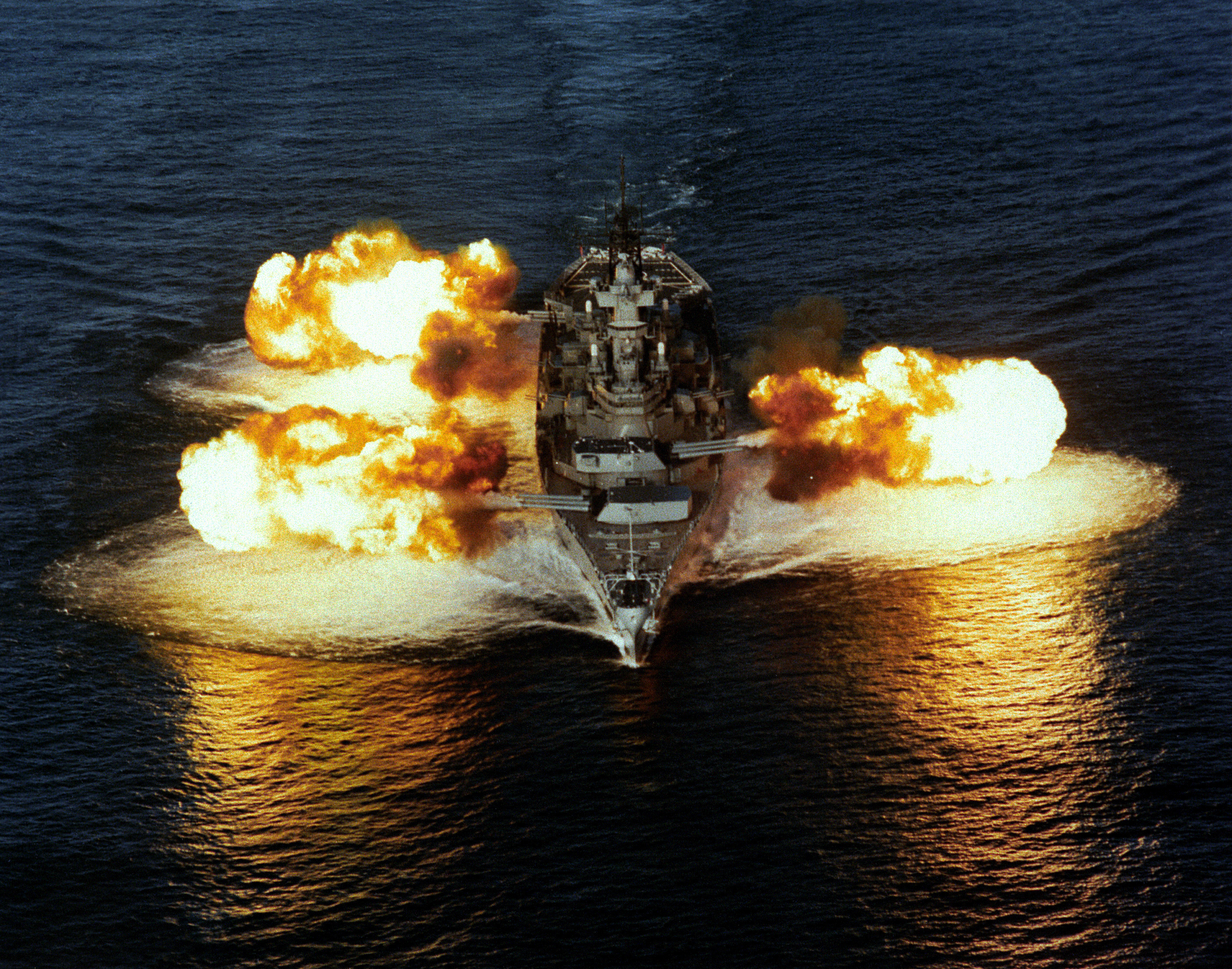
주포사격의 모습(1986)

USS 뉴저지 BB62는 미 해군 아이오와급 전함의 2번함이다. 함명은 주의 이름에서 따왔으며 아이오와에 이어 두 번째이다.
1940년 9월 16일 필라델피아 해군조선소에서 기공되었다. 빅 제이(Big J)라는 애칭을 가지고 있는데 이는 뉴저지 주지사 찰스 에디슨의 부인인 캐롤라인이 1942년 12월 7일 붙여주었고 진수를 하였다. 1943년 5월 23일 칼.F.홀덴 함장 휘하에서 취역하였다.

## 함력

### 제2차 세계대전
뉴저지함은 카리브해와 서대서양에서 조정훈련을 치르고 1944년 1월 7일에 파나마운하를 통과, 투발루의 푸나푸티섬으로 향했다. 1월 22일 도착하여 제5함대에 가세했다. 사흘 후 58 기동함대(TF 58)에 배속되어서 마셜제도공격에 나선다. 1월 29일부터 2월 2일까지 콰잘레인 환초 및 에네웨타크 환초에 항공공격을 펼친 항모부대의 호위를 맡았다.
뉴저지함은 2월 4일에 마주로에서 레이몬드 제독이 이끄는 제5함대의 기함이 되었다. 기함으로서 펼친 최초의 전투는 동료함과 같이 참가한 추크제도에 있는 일본함대에 대한 항공공격 및 포격이었다. 이 포격은 콰잘레인 환초에 대한 포격으로 조정되었고 일본해군의 추크제도에 대한 반격으로부터 효과적인 억제제가 되었다. 2월 17일~18일에 미 기동함대는 두 척의 일본군 경순양함 , 4척의 구축함, 3척의 무장상선, 2척의 잠수모함, 무장 트롤선, 항공기 수송선, 23척의 보조함정을 파괴했다. 뉴저지함은 트롤선을 파괴하고 적기를 격추, 동료함과 함께 구축함 마이카제(舞風)을 격침시켰다. 기동함대는 2월 19일 마셜제도로 귀환했다.
3월 17일부터 4월 10일간 뉴저지함은 미처 소장의 기함 렉싱턴(USS Lexington CV-16)과 함께 밀리 환초에 공격을 펼쳤고 그 후 58 기동함대(TF 58)에 다시 합류하여 팔라우를 공격, 워레아이에 함포사격을 가했다. 마주로로 돌아가는 길에 레이몬드 제독은 기함을 인디아나폴리스함(USS Indianapolis CA-35)으로 변경했다.
그 후 4월 13일부터 5월 4일까지 마주로에서 작전활동을 했다. 4월 22일에는 아이타베섬, 뉴기니섬의 험볼트만, 타나메라만에 항공지원을 펼치는 항모의 호위를 맡았고 29~30일에는 추크섬에 대한 함포사격을 실시했다. 추크섬에서는 2기의 일본군 뇌격기를 동료함과 함께 격추하였다. 5월 1일에 보나베에 가해진 뉴저지의 16인치 포격에 의해 연료탱크, 비행장, 사령부가 파괴되었다.
마리아나제도 공략에 앞서서 펼쳐진 마셜제도 공격 후 뉴저지는 6월 6일에 미처 제독의 기동함대에 가세하였다. 6월 12일에는 적 뇌격기를 1기 격추시키고 12~14일 이틀동안 6월 15일의 공격을 하기에 앞서 사이판과 테니언에 포격을 가했다.
마리아나제도 공략에 대해 일본군은 반격에 나섰다. 레이몬드 제독의 기동함대는 미처 제독의 부대와 합류하고 미 잠수함은 일본 함대를 추적했다. 뉴저지는 6월 19일에 항모부대의 호위를 위해 출항하였고 이날 미군은 일본군과 대규모 전투를 벌였다.(마리아나 해전) 일본군의 조종사는 숙련도가 떨어지는 자가 많았던데 비하여 미군 조종사는 숙련되어있었고 결과적으로 일본군은 항공전력의 태반을 잃게 된다. 이는 나중에 칠면조 사냥이라고 불리게 된다. 이 전투에서 뉴저지함은 그 대공포화의 위력을 증명해보였다. 일본군은 400기 이상을 잃은데 반하여 미군의 손해는 17기에 지나지 않았다.
마리아나제도 공략에서 뉴저지하은 괌과 팔라우에 최종적인 공격을 가했고 8월 9일에 진주만에 도착한다. 진주만에서 제3함대 기함으로 역임했으며 8월 24일에 홀시 제독의 제독기를 게양했다. 8월 30일에 진주만을 출항하여 그 후 울시 캠프를 거점으로 작전활동에 종사했다. 태평양전쟁도 종반의 시기로 접어들었고 기동함대는 필리핀, 대만, 오키나와에 공격을 가했다.
9월이 되자 공격목표는 필리핀의 마닐라, 카비테주, 바나이섬, 네그로스섬, 레이테섬, 세부라는 비사야 제도가 되었고, 10월 초에는 오키나와, 대만의 항공기지에 공격이 펼쳐졌다. 이는 10월 20일의 레이테 상륙에 앞서 펼쳐진 것이었다.
레이테 섬에서의 전투는 일본군은 절망적인 특공작전을 펼쳤다. 레이테만 전투에서 홀시 제독의 함대는 상륙지원을 위해 기만행동을 펼쳤다. 이는 일본함대의 주력이 산베르날디노 해협을 통과하는 걸 허용하게 만들었다. 10월 24일의 시부얀 해전에서는 기동부대 함재기가 무사시를 격침시켰다. 뉴저지함은 주력부대에 대한 위협이 증가하자 대응하기 위해 남쪽으로 이동했다.
뉴저지함은 루손 섬 공격을 향해 출동한 고속 항공모함 기동함대와 산베르날디노 해협 부근에서 1944년 10월 27일 재합류하였다. 이틀 후 일본 해군 특공대(가미카제)와 조우한다. 함으로부터의 대공포화 및 함재기부대의 공격으로 특공기에 반격했지만 전투 중에 뉴저지함은 인트레피드함(USS Intrepid CV-11)의 기총탄의 직격으로 승조원 3명이 부상을 입었다. 11월 25일에도 비슷한 공격이 있었고 3대의 특공기가 함대에 돌입했다. 한 기는 핸콕함(USS Hancock CV-19)바로 위에서 폭발하여 파편으로 가벼운 부상을 입게된다. 다른 두 기는 인트레피드함에 돌입하였고 한 기는 뉴저지함의 포수가 격추시켰지만 다른 한 기는 돌입에 성공하여 사관6명과 병사5명이 사망했다. 뉴저지함은 카봇함(USS Cabot CVL-28)에 돌입하려고 한 특공기도 격추시켰는데 다른 한 기가 좌현에 격돌, 카봇함은 큰 피해를 입었고 62명의 사상자가 발생했다.
12월에 뉴저지함은 항모 렉싱턴의 기동함대(Task force)와 같이 행동했다. 이 부대는 12월 14일부터 26일까지 루손 섬을 공격했다. 그 후 거대한 태풍을 만나 3척의 구축함이 침몰했는데 뉴저지함은 숙련된 승조원에 의해 피해를 입지 않았다. 12월 24일 울시 캠프로 귀환하여 체스터 니미츠 해군원수의 영접을 받았다.
뉴저지함은 1944년 12월 30일부터 1945년 1월 25일까지 홀시 제독의 기함으로서 순항을 하였고 대만, 오키나와, 루손 섬, 인도차이나, 홍콩, 산터우, 샤먼에서 항모부대를 호위했다. 1월 27일에 울시 캠프에서 기함임무가 해제되나 이틀 후 제7전함부대를 지휘하는 오스카 소장의 기함으로 재임명된다.
뉴저지함은 이오지마 공격을 지원하고 에식스 함대 전투단(Task Group)을 2월 19일부터 21일까지 호위했다. 또 25일에 펼쳐진 항공기공장을 목표로한 도쿄공격때도 항모호위를 맡았다. 계속되는 이틀 간에 걸쳐 오키나와에 공습을 가했다.
뉴저지함은 3월 14일부터 4월 16일까지 오키나와 점령의 직접지원을 펼쳤다. 항모부대의 혼슈 공격을 지원하고 함재기 불시착 조종사의 구조, 가미카제의 항모돌입 저지를 실시했다. 뉴저지함은 적어도 3척을 격추했고 동료함과 공동으로 적기를 파괴했다. 3월 24일에 다시 함포사격임무를 재개한다.
종전직전 뉴저지함은 푸겟사운드 해군공창에서 오버홀을 실시했다. 그 후 7월 4일에 출항, 산 베드로, 진주만, 에니웩트를 경유하여 괌으로 향했고 8월 14일 다시 괌에서 레이몬드 제독 휘하 제5함대의 기함이 되었다. 마닐라와 오키나와에서 단기간 정박한 후 9월 17일 도쿄만으로 들어가 1946년 1월 28일까지 일본점령군의 기함으로 종사한다. 그 후 기함임무를 아이오와함(USS Iowa BB-61)과 교대하고 1000명 가까이 되는 복귀병을 태우고 2월 10일 샌프란시스코에 도착했다.
푸겟사운드에서의 오버홀과 서해안에서의 활동 후 뉴저지함은 다시 대서양을 횡단하여 뉴저지주 베이욘에서 1947년 5월 23일에 취역4주년 기념식을 가졌다. 여기엔 현 주지사 알프레드와 전 주지사 월터 등 많은 고관이 참석했다.
6월 7일부터 8월 26일간 뉴저지함은 제2차 세계대전 종결 후 처음으로 북유럽수역을 순항하는 연습함대를 형성했다. 2000명 이상의 해군사관생과 해군예비역사관을 태우고 리처드 제독의 지휘하에서 함대는 동대서양 및 지중해를 순항했다. 6월 23일 스코틀랜드의 로시스에서 함대기함에 임명된다. 뉴저지함은 오슬로 및 포츠머스에서 공식환영식의 회장이 되었고 7월 2일 오슬로에선 노르웨이 국왕이 열병식을 가졌다. 연습함대는 7월 18일 카리브해, 서대서양에서의 훈련을 위해 서쪽으로 향했다.
9월 12일부터 10월 18일까지 뉴욕에서 하버 소장 휘하의 제1전함부대기함임무에 종사한 후, 뉴욕해군조선소에서 비활성화되었다. 1948년 6월 30일에 베이욘에서 예비역이 되었고 뉴욕의 대서양예비함대에 편입되었다.

### 한국 전쟁
뉴저지함은 1950년 11월 21일 베이욘에서 타일리 함장 휘하에서 재취역하였다. 한국전쟁 참가에 대비해 카리브해에서 숙련훈련을 펼치고 1951년 4월 16일에 노포크를 출항했다. 5월 17일에 한반도 앞바다에 도착 제7함대 지휘관인 해럴드 중장은 이후 6개월간 뉴저지를 기함으로 사용했다.
뉴저지함은 5월 20일에 원산에 포격을 가했다. 한국전쟁에서 두번의 임무기간 중 3차례에 걸쳐 해상이동포대의 역할을 수행했다. 뉴저지함은 지상포가 닿지 않을 정도의 중포격을 신속하게 이동하며 이 목표에서 저 목표로 바꿔가며 적 보급기지나 연락선, 거점을 파괴하여 유엔군의 직접 또는 간접지원을 맡았다. 또한 동시에 요구에 응하여 항모의 호위도 맡았다. 뉴저지함이 한국전쟁에서 유일하게 피탄 당한 것은 원산에서 항모호위 임무를 하고 있을 때였다. 연안에 너무 접근하였기 때문에 해안포대의 공격을 받고 1번포탑에 피탄, 병사 1명이 전사했다. 이것이 한국전쟁 중 유일한 뉴저지의 승조원 사상자였다.
5월 23일부터 27일 및 31일 뉴저지함은 양양 및 간성에 포격을 가했고 다리와 큰 탄약고 3곳을 파괴했다. 정찰기는 간성에서 철도시설과 차량의 파괴, 양양이 방치된 것을 확인했다. 5월 24일 불시착한 비행사를 수색하던 뉴저지함의 함재헬리콥터가 연료고갈로 추락했다. 조종사는 아군세력지에 도착하여 무사귀환하였다.
태평양함대 최고사령관 아서 램포드 제독과 극동함대 사령관 조이 중장을 태운 뉴저지함은 6월 4일에 원산을 포격했다. 이틀 후 간성에서 적 포병연대 및 트럭부대를 포격하여 제7함대 함재기가 포격의 성과를 확인했다. 7월 28일 원산 앞바다에서 해안포대에 대응사격을 했다. 이상접근으로 몇 차례 반격을 받았지만 뉴저지함의 정확한 포격으로 포대를 파괴하고 적을 침묵시켰다.
1953년 5월 23일에 취역 10주년 기념식이 인천에서 열렸으며 이승만 부부, 테일러 중장 기타 고관들이 승선했다. 이틀 후 치남포 서해안의 항만방어시설에 포격을 가하기 위해 임무로 돌아갔다.
5월 27일부터 29일까지 원산에서 공격을 받지만 5인치포의 공격으로 적을 침묵시켰다. 16인치주포에 의해 5개의 포대와 4문의 동굴포를 파괴했다. 거기에 불타는 연료창고 또는 탄약고에 포격을 가했다.
6월 7일에 강원도 고성 부근의 부대지원이라는 중요임무로 돌아왔다. 최초의 포격으로 2개의 포대, 관측소, 참호를 파괴했고 그 후 더욱 원조를 요청받는다. 6월 24일에는 원산에 대해 하루간 포격을 가하고 3개의 동굴에 8발의 직격탄을 먹여 1개를 붕괴시키고 2개를 사용불능으로 만들었다. 다음 날 고성의 부대지원을 위해 돌아가 7월 10일까지 포격을 가했다.
7월 11일, 12일에 뉴저지는 원산에 대해 한국전쟁에서 가장 격렬한 포격을 가한다. 첫째날은 9시간에 걸쳐 가했고 둘째날은 7시간이었다. 포격에 의해 호도 반도 및 북한본토의 포대와 연료창고가 파괴되었고 적어도 10문의 연안포와 많은 동굴 및 터널이 파괴되었다. 7월 13일에는 거조의 레이다시설과 다리를 파괴하고 22일부터 24일까지 동해안을 포격, 고성부근의 한국군을 지원했다. 이 3일간의 포격은 가장 정확히 이루어졌다. 적 사령부가 있던 커다란 동굴은 파괴되고 1개월에 걸친 UN군의 노력은 종료되었다. 많은 연료창고, 포대, 관측소, 참호가 파괴되었다.
7월 25일 이른 아침에 뉴저지함은 흥남의 연안포대, 다리, 석유탱크, 통신시설 및 철도시설에 대해 포격을 가했다. 오후에는 북쪽으로 이동하여 탄촌의 철도노선 및 터널을 향해 포격을 가하고 야간에 연안을 달리는 열차파괴를 시도하였다. 주포는 2개의 터널을 향해 발사되었는데 심야였기에 6문의 사격결과를 알 수는 없었다.
다음 날 원산포격이 뉴저지함의 한국전쟁 마지막 임무였다. 이 포격으로 적의 야포, 연료창고, 동굴 및 참호를 파괴했다. 이틀 후에 휴전이 체결되었고 홍콩에 7일간 방문하여 이를 축하했다. 홍콩에는 8월 20일에 정박하였고 그 후 일본 및 대만 근해에서 작전활동에 종사했다. 이 사이 부산을 방문하였고 부산에선 9월 16일에 이승만대통령이 제7함대에 수훈부대장을 수여하기 위해 승선했다.
10월 14일 요코스카에서 위스콘신함(USS Wisconsin BB-64)과 기함임무를 교대하고 다음날 귀환에 나섰다. 11월 14일 노포크에 도착. 그 후 2년에 걸쳐 여름에 해군병학생들의 훈련을 위해 대서양을 횡단하였고 그 후는 대서양연안과 카리브해에서 연습훈련을 가졌다.
뉴저지함은 1955년 9월 7일에 노포크를 출항하여 제6함대와 지중해에서 첫 임무를 펼쳤다. 뉴저지는 지브롤터, 발렌시아, 칸, 이스탄불, 크레타, 바르셀로나에 기항했다. 그 후 춘계훈련활동을 위해 1956년 1월 7일에 노포크로 귀환했다. 여름엔 해군병학생을 태우고 북유럽으로 훈련출항하여 7월 31일에 아나폴리스로 돌아왔다. 8월 27일에 제2함대 지휘관 찰스 해군중장의 기함으로 다시 유럽으로 출항하였다. 리스본을 방문, 스코틀랜드에서 나토의 연습에 참가하고 노르웨이에 공식방문하여 황태자를 객원으로 받았다. 10월 15일 노포크로 돌아오고 12월 14일에 뉴욕해군조선소에 도착, 비활성화되었다. 1957년 8월 27일 예비역이 되어 베이욘에서 예비역함대에 편입되었다.

### 월남전
뉴저지함의 세 번째 취역은 1968년 4월 6일, 필라델피아 해군조선소에서 에드워드 스타이너 함장의 지휘하에서 이뤄졌다. 이때 전자기술의 근대화와 헬리콥터의 착함기구가 증설되었으며, 40mm기총을 모두 철거하고 중포격함으로 사용하게 되었다. 뉴저지함의 16인치포는 원거리의 안전한 곳에서 적에게 큰 타격을 입히리라 기대되었다.
뉴저지함은 세계유일 현역임무를 수행하는 전함으로서 5월 16일 필라델피아를 출항 파나마운하를 통과하여 새로운 모항인 롱비치에 6월 11일 도착하였다. 캘리포니아 남쪽에서 연습을 치른후 7월 24일에 병사보급함 마운트 카트마이(USS Mount katmai AE-16)로부터 하이라인과 헬리콥터 수송으로 16인치 포탄과 장약을 수령했다. 이는 최초로 헬리콥터를 이용한 전함에 대한 해상보급이었다.
9월 3일 롱비치를 출항한 뉴저지함은 진주만과 스빅만에 들리고 9월 25일 최초의 포격임무를 위해 베트남 앞 바다에 도착했다. 9월 30일 북위17도선 부근에 도착하여 비무장지대의 월맹군거점에 포격을 가했다. 이 포격으로 두 개의 야포진지와 두 개의 보급지를 파괴했다. 다음날도 포격은 계속되었고 대공포화로 인해 해상으로 탈출한 항공기의 승조원도 구조했다.
이후 6개월에 걸쳐 베트남 앞바다에서 정기적인 함포사격과 화력지원을 펼쳤고 가끔 스빅만으로 가서 해상보급을 실시했다. 최초 2개월 동안 10000발에 달하는 포탄을 월맹에 퍼부었고 이 중 3000발 이상이 16인치 주포탄이었다.
1969년 베트남에서의 임무가 종료되었는데 뉴저지함은 16인치 주포를 116000회 이상, 5인치포를 100만회 이상발사했다. 이는 제2차 세계대전 이래 가장 격렬했던 해군함정의 함포사격이었다.
베트남에서의 임무가 끝나자 뉴저지함은 1969년 4월 3일에 스빅만을 출항, 일본으로 향했다. 이틀 후 요코스카에 도착하고 4월 9일 귀국길에 오른다. 하지만 귀국이 늦어졌고 귀국도중인 15일에 동해에서 북한의 제트전투기가 비무장 EC-121 전자정찰기를 격추하여 승무원 전원이 사망, 항모기동부대가 조직되어 동해에 파견되었다. 뉴저지함에게도 동해로 급히 출동명령이 떨어졌고 다시 일본으로 향했다. 22일 다시 요코스카에 도착하여 동원태세로 대기했다.
긴장이 완화되자 뉴저지함은 다시 귀국길에 오른다. 1969년 5월 1일에 롱비치에 도착하였고 뉴저지함은 8개월만에 모항에 닻을 내렸다. 여름 동안 승조원들은 다음 임무에 대비하여 준비를 했다. 베트남에서의 포격임무 때 발견된 좋지않은 점들도 개선되었다. 공식보고에 의하면 뉴저지함의 퇴역은 경제적이유에 있다고 하는데, 베트콩이 뉴저지함의 베트남 포격을 중지하지 않으면 파리 평화회담에 참석하지 않겠다고 주장했기 때문이라 보는 견해도 있다. 1969년 8월 22일에 국방장관은 비활성화 시킬 함의 리스트를 공개했다. 이 리스트의 가장 위에 뉴저지함이 있었다. 5일 후에 스타이너에서 로버트로 함장이 교체되었다.
예비역함대에 편입되는 임무였기에 로버트 함장과 승조원은 준비를 실시했다. 뉴저지함은 9월 6일 롱비치를 출항하여 푸겟사운드 해군공창으로 향했다. 8일 도착하여 퇴역을 위해 비활성화 오버홀을 시작했다. 1969년 12월 17일에 뉴저지함은 예비역이 되었고 비활성화 되고나서 예비역함대에 편입되었다.

## 참고 문헌
- 세계의 함선 2006년 2월 (카이진샤)